# Xylobium chapadense
Xylobium chapadense är en orkidéart som först beskrevs av João Barbosa Rodrigues, och fick sitt nu gällande namn av Célestin Alfred Cogniaux. Xylobium chapadense ingår i släktet Xylobium och familjen orkidéer. Inga underarter finns listade i Catalogue of Life.